# M83 (band)
M83 is een Franse band met Anthony Gonzalez als frontman. De band is genoemd naar een spiraalvormig sterrenstelsel Messier 83. De band werd in 2001 opgericht door Anthony Gonzalez en voormalig lid Nicolas Fromageau.
In 2011 heeft M83 de soundtrack Outro gemaakt voor de Deense film Melancholia van Lars von Trier.  Deze soundtrack werd later ook nog gebruikt als begintune in de Frans-Canadese historische televisieserie Versailles en in de televisieserie Mr. Robot.

## Discografie

### Albums
| Album met hitnotering(en) in de Vlaamse Ultratop 200 albums | Datum van verschijnen | Datum van binnenkomst | Hoogste positie | Aantal weken | Opmerkingen |
| ----------------------------------------------------------- | --------------------- | --------------------- | --------------- | ------------ | ----------- |
| M83                                                         | 18-04-2001            | -                     |                 |              |             |
| Dead cities, red seas & lost ghosts                         | 14-04-2003            | -                     |                 |              |             |
| Before the dawn heals us                                    | 24-01-2005            | -                     |                 |              |             |
| Digital shades vol. I                                       | 03-09-2007            | -                     |                 |              |             |
| Saturdays = Youth                                           | 11-04-2008            | -                     |                 |              |             |
| Junk                                                        | 2016                  | -                     |                 |              |             |
| Hurry up, we're dreaming.                                   | 14-10-2011            | 29-10-2011            | 30              | 6            |             |
| Oblivion                                                    | 2013                  | 20-04-2013            | 157             | 1*           | Soundtrack  |
| You and the night                                           | 19-11-2013            | -                     | -               | -            | Soundtrack  |
| Digital Shades Vol. II                                      | 20-09-2019            | -                     |                 |              |             |
| Fantasy                                                     | 17-03-2023            | -                     |                 |              |             |

### Singles
| Single met hitnotering(en) in de Vlaamse Ultratop 50 | Datum van verschijnen | Datum van binnenkomst | Hoogste positie | Aantal weken | Opmerkingen |
| ---------------------------------------------------- | --------------------- | --------------------- | --------------- | ------------ | ----------- |
| Midnight City                                        | 15-08-2011            | 26-11-2011            | 32              | 11           |             |